# Brenthis semicadmeis
Brenthis semicadmeis är en fjärilsart som beskrevs av Cabeau 1922. Brenthis semicadmeis ingår i släktet Brenthis och familjen praktfjärilar. Inga underarter finns listade i Catalogue of Life.